# Dirk Schultheiss
Dirk Schultheiss (* 1966) ist ein deutscher Urologe. Er befasst sich in besonderer Weise mit der Geschichte seines Fachs.

## Leben
Von 1986 bis 1993 studierte Schultheiss an der Julius-Maximilians-Universität Würzburg Medizin. 1994 wurde er zum Dr. med. promoviert. Die Fachausbildung begann er 1993/94 in der Urologie und Chirurgie vom Kantonsspital St. Gallen. 1995 wechselte er an die Medizinische Hochschule Hannover, wo er Facharzt für Urologie (1999) und Oberarzt wurde. Im Jahre 2004 habilitierte er sich. Mit seiner Frau gründete er 2006 in Gießen eine Gemeinschaftspraxis für Dermatologie und Urologie. An einer Gießener Klinik ist er Belegarzt. 2009 wurde er zum apl. Professor ernannt.

## Mitgliedschaften
- Deutsche Gesellschaft für Urologie, Archivar und stellvertretender Vorsitzender des Arbeitskreises Geschichte[5]
- Deutsche Gesellschaft für Andrologie
- European Association of Urology, Board Member und Chairman des History Office
- International Society for Sexual Medicine
- European Society for Sexual Medicine
- Deutsche Gesellschaft für Sexualmedizin, Sexualtherapie und Sexualwissenschaft
- Deutsche Kontinenz Gesellschaft

## Werke
- History of Urology. Springer, Berlin 1999.
- Streiflichter aus der Geschichte der Urologie. Springer, Berlin 2002.
- Wegbereiter der Urologie. Springer, Berlin 2002.
- Klassische Schriften zur erektilen Dysfunktion. Eine kommentierte Sammlung von Originaltexten aus drei Jahrtausenden. ABW Wissenschaftsverlag, Berlin 2003.
- mit Friedrich H. Moll: Die Geschichte der Urologie in Dresden. Springer, Heidelberg 2009. GoogleBooks
- mit Friedrich H. Moll (Hg.): Urology under the Swastika. Davidsfonds (European Association of Urology).

## Herausgeber
- Der Urologe
- Aktuelle Urologie
- World Journal of Urology
- The Journal of Sexual Medicine